# Dornier Do 328
Dornier Do 328 – niemiecki samolot pasażerski krótkiego zasięgu produkowany przez firmę Dornier, a od 1996 roku Fairchild-Dornier. 

## Historia
Prototyp samolotu został oblatany 6 grudnia 1991 r. Pomimo nowoczesnej konstrukcji i dobrych osiągów lotu samolot nie odniósł sukcesu na rynku przewozów pasażerskich. Producent wprowadził jeszcze na rynek wersję Do 328-300 wyposażoną w dwa silniki turboodrzutowe. 